# Agrotis basinotata
Agrotis basinotata là một loài bướm đêm trong họ Noctuidae.